# Piotrkówko (województwo kujawsko-pomorskie)
Piotrkówko – osada w Polsce położona w województwie kujawsko-pomorskim, w powiecie bydgoskim, w gminie Sicienko.
W latach 1975–1998 miejscowość administracyjnie należała do województwa bydgoskiego.
W parku dworskim rosną dwa drzewa uznane za pomniki przyrody:
- dąb szypułkowy o obwodzie przy powołaniu 300 cm
- dąb burgundzki o obwodzie przy powołaniu 307 cm